# رالف بانی
رالف بانی (انگلیسی: Ralph Bany؛ زادهٔ ۱ سپتامبر ۱۹۶۴) بازیکن فوتبال اهل آلمان است.
از باشگاه‌هایی که در آن بازی کرده‌است می‌توان به باشگاه فوتبال کارلسروهه اشاره کرد.